# Friedrich Burschell
Friedrich Burschell (Pseudonym Karl Lange; * 9. August 1889 Ludwigshafen; † 19. April 1970 München) war ein deutscher Schriftsteller und Übersetzer.

## Leben
Burschell wuchs in Ludwigshafen am Rhein auf und legte dort das Abitur am Humanistischen Gymnasium ab. 1908 begann er ein Schauspielstudium an der Düsseldorfer Theaterakademie, 1909 in München ein "breitgefächertes geisteswissenschaftliches Studium" mit den Schwerpunkten Philosophie, Literatur und Kunstgeschichte. 1909/10 weilte er in Berlin, wo seine lebenslange Freundschaft mit Ernst Bloch begann.
1911 weilte er in Heidelberg, wo er Bekanntschaft mit Kurt Wildhagen, Richard Weissbach, Friedrich Sieburg und Benno Elkan machte, den er mit Ernst Blass in Alsbach-Hähnlein besuchte. Ab 1912 war er als freischaffender Schriftsteller und Mitarbeiter verschiedener Tageszeitungen tätig und wohnte 1913 auch kurzzeitig mit Blass und dessen Freund Arthur Kronfeld in dem von ihm beschriebenen Haus Brückenstraße Nummer 1 zusammen.
1914 ging er als Freiwilliger zum 3. Bayerischen Chevaulegersregiment. 1918 wurde er in München militärischer Adjutant von Kurt Eisner und heiratete Käthe Schiffer, geb. Lippmann. In der Weimarer Republik lebte er in München und Berlin. 1925 wurde er Mitglied im Schutzverband deutscher Schriftsteller, 1926 im P.E.N.
In der Zeit des Nationalsozialismus musste er emigrieren und war zunächst in Frankreich und Spanien, bevor er 1934 versuchte in der Tschechoslowakei Fuß zu fassen. Dort gründete und leitete er die Thomas-Mann-Gesellschaft, die emigrierte Schriftsteller unterstützte. Er schrieb für die Neue Weltbühne, das Prager Tagblatt sowie Emigrantenzeitungen und Zeitschriften. 1938 musste er nach Großbritannien weiterziehen, wo er u. a. für die BBC arbeitete. Er kehrte erst 1954 in die Bundesrepublik Deutschland zurück und lebte zuletzt in München.
Burschell erhielt 1969 den Pfalzpreis für Literatur.

## Werke
- Vom Charakter und der Seele. Ein Gespräch. München: Dreiländerverlag, 1919
- Die Einfalt des Herzens. Roland-Verlag Dr. Alber Mundt, München, 1919
- Jean Paul. Die Entwicklung eines Dichters. Deutsche Verlags-Anstalt Stuttgart, 1925
- Roland Krischke (Hg): F. B. Erinnerungen 1889–1919 Stadtarchiv Ludwigshafen, Weinheim 1997 (Reihe: Veröffentlichungen des Stadtarchivs Ludwigshafen/Rh., 23) ISBN 3924667276
- Schiller, Rowohlt Verlag, Reinbek bei Hamburg, 1968